# Панаєв Валер'ян Олександрович
Валер'ян Олександрович Панаєв (1824—1899) — російський інженер-шляховик, публіцист, економіст, мемуарист з роду Панаєвих. Будівельник панаєвського театру в Петербурзі. Онук І. І. Панаєва.

## Біографія
Батько його, Олександр Іванович, часто згадується в мемуарах С. Т. Аксакова як його товариш по студентським спектаклям в Казанському університеті і укладач рукописного журналу «Аркадські пастушки». Активну участь в літературному житті брали також його дядько Володимир і двоюрідний брат Іван Панаєв.
Після закінчення курсу в корпусі інженерів шляхів сполучення був випущений в чині поручика. З 1844 року перебував (разом з братом Іполитом) на службі при Миколаївській залізниці — в партії з вишукування дороги, при будівництві та експлуатації дороги — начальником 6-ї ділянки Північної дирекції. У цьому районі — на Валдаї — на річці Шегрінка він побудував собі будинок, а його брат в 1887 році Кронид купив у поміщика Козина садибу Михайлівське.
У 1854 році був відряджений за кордон для вивчення експлуатації та організації рухомого складу залізниці; в Лондоні зустрічався з Герценом і Огарьовим. У 1860 році перебував у чині начальника вишукувань для лінії залізниці по Донецькому басейну, а в 1861—1863 рр. в чині підполковника будував Грушевську залізницю, потім половину Курсько-Київської. З 1866 року працював в якості підрядника і відповідального перед підприємцями і урядом інженера.
У 1868 році вийшов у відставку в чині дійсного статського радника після тридцятирічної інженерної діяльності. Через 6 років придбав ділянку на Адміралтейській набережній, де став зводити п'ятиповерховий прибутковий будинок з театральним залом. На цьому підприємстві Панаєв розорився і не зміг закінчити будівництва; проте театр став іменуватися панаєвським.